# サヴァヌール
サヴァヌール（カンナダ語：ಸವಣೂರು、Savanur）は、インドのカルナータカ州、ハーヴェーリ県の都市。

## 歴史
1672年、ムガル帝国の遠征に従軍してきたアブドゥル・カリーム・ハーンがこの地に定住し、ナワーブを名乗って代々この地を統治した。
18世紀にはマラーター王国の従属国のような扱いになり、その間にはマイソール王国の侵略にもあっている。
1818年、マラーター同盟が崩壊すると、サヴァヌールはイギリスと軍事保護条約を結び、藩王国となった。